# Zulia
Zulia (hiszp. Estado Zulia) – jeden z 23 stanów Wenezueli. Jego stolicą jest Maracaibo. Położony jest na północnym zachodzie Wenezueli.
Położony przy granicy państwa, oddziela Wenezuelę od Kolumbii. Od strony północno-zachodniej graniczy z półwyspem Guajira i górami Perija; od wschodu z Falcon i Lara, a od południa z wenezuelskimi stanami andyjskimi: Táchira, Merida i Trujillo.
Stan Zulia zajmuje powierzchnię 63,1 tys. km², a zamieszkuje go 3 704 404 mieszkańców (2011). Dla porównania, w 1971 było ich 1299 tys.
W granicach stanu znajduje się jezioro Maracaibo. Powierzchnia stanu Zulia jest nizinna, miejscami bagnista, odwadniana przez liczne rzeki spływające do wspomnianego jeziora. Na granicy z Kolumbią leży pasmo Serranía de Perijá. Na południowym zachodzie małe jeziora. Główny region wydobycia ropy naftowej oraz gazu ziemnego. Ludność stanu uprawia banany, trzcinę cukrową, orzeszki ziemne i kukurydzę oraz hoduje się bydło, trzodę chlewną oraz owce. Eksploatacja lasów. W stanie rozwinął się przemysł spożywczy, włókienniczy, petrochemiczny oraz cementowy.
Znajdują się tu Park Narodowy Sierra de Perijá i Park Narodowy Ciénagas del Catatumbo.

## Gminy i ich siedziby
1. Almirante Padilla (El Toro)
2. Baralt (San Timoteo)
3. Cabimas (Cabimas)
4. Catatumbo (Encontrados)
5. Colón (San Carlos del Zulia)
6. Francisco Javier Pulgar (Pueblo Nuevo - El Chivo)
7. Jesús Enrique Lossada (La Concepción)
8. Jesús María Semprún (Casigua-El Cubo)
9. La Cañada de Urdaneta (Concepción)
10. Lagunillas (Ciudad Ojeda)
11. Machiques de Perijá (Machiques)
12. Mara (San Rafael del Moján)
13. Maracaibo (Maracaibo)
14. Miranda (Altagracia)
15. Páez (Sinamaica)
16. Rosario de Perijá (La Villa del Rosario)
17. San Francisco (San Francisco)
18. Santa Rita (Santa Rita)
19. Simón Bolívar (Tía Juana)
20. Sucre (Bobures)
21. Valmore Rodríguez (Bachaquero)